# Vadsø
 (Čáhcesuolu v jeziku severnih Samov, Vesisaari v finščini) je mesto in občina v administrativni regiji Finnmark na Norveškem.